# Neu-Galow

Schloss Neu-Galow im Jahre 1938

Neu-Galow (Neugalow) ist ein ehemaliges Rittergut im heutigen Landkreis Uckermark.

## Geschichte
Zusammen mit dem Ort Alt-Galow gehörte es früher als Vorwerk zum Gut Crussow. 1913 erwarb Elgar von Dalwigk Neu-Galow, und von ihm ging es auf seine Nachfahren über. 1945 wurde es im Zuge der Bodenreform enteignet und aufgeteilt. Die Wirtschaftsgebäude des ehemaligen Gutshofs wurden fast gänzlich abgerissen. Neu-Galow gehörte zur Gemeinde Stützkow, die am 1. Juni 1973 in die Gemeinde Schöneberg umgegliedert wurde. Am 1. Januar 2021 wurde die Gemeinde Schöneberg nach Schwedt/Oder eingemeindet.

## Schloss Neu-Galow
Das Schloss Neu-Galow wurde 1913 von Elgar von Dalwig im damals modernen Stil erbaut. Er bewohnte es bis zu seinem Tode 1938. Seine Tochter Ada von Dalwig, verwitwete von Voß, wohnte dort bis zu ihrem Tode 1941; dann wurde Neu-Galow an den aus Württemberg stammenden Gutsinspektor Fritz Zauser verpachtet.
Schloss und viele Hofgebäude wurden am 18. November 1943 durch einen britischen Luftangriff schwer beschädigt. Zwar wurde die Fassade bis Ende 1944 wieder geschlossen, doch brachte die Lage auf einer Oderhöhe nach der Verlagerung der Ostfront an die Oder (wo sie vom 5. Februar bis 25. April 1945 blieb) neue schwere Beschädigungen. Nach dem Krieg stand die Ruine noch einige Zeit ungenutzt herum, bis sie endlich ganz abgerissen wurde; die Ziegelsteine wurden teilweise als Baumaterial für Siedlerhäuser verwendet.
Der Luftangriff auf Neu-Galow kostete 22 Menschen das Leben, zwölf davon waren Mädchen von im Schloss untergebrachten Schulklassen aus Berlin-Lichtenberg, die dort nur einen Monat zuvor im Rahmen der Kinderlandverschickung in vermeintliche Sicherheit gebracht worden waren. Mit ihnen starben drei Lehrer, zwei Dienstmädchen, vier Küchenfrauen und das Baby des Gutspächters.